# Remiro de Navarra
Remiro de Navarra (Navarra, ? - ib, 22 de enero de 1228), nombrado también como Ramiro o Remigio, fue un eclesiástico navarro, obispo de Pamplona desde 1220 hasta su muerte, además de canciller de Champaña.

## Biografía
Fue hijo de Sancho VII de Navarra, aunque algunos autores lo mencionan erróneamente como su hermano y, por tanto, hijo de Sancho VI, probablemente basándose en la Crónica de los Reyes de Navarra de Carlos de Viana según afirma el especialista en la historia episcopal pamplonesa, José Goñi Gaztambide, que cita hasta ocho documentos apoyando la filiación real respecto a Sancho el Fuerte. Añade también este autor que tuvo cuatro hermanos: Pedro, abad de Irache, Guillermo, Ximeno Sánchez y Pedro Sánchez.

### Incidentes entre los burgos de Pamplona
Durante su gobierno le tocó afrontar graves incidentes entre el Burgo de San Cernin, la Ciudad de la Navarrería, el Burgo de San Miguel (después desaparecido tras la Guerra de la Navarrería) y la Población de San Nicolás que obligó a la intervención del arzobispo de Tarragona con la mediación del prior de San Saturnino de Toulouse y los abades de la Oliva e Iranzu, en primera instancia, y el prior de Jaca y el sacristán de Huesca, en una segunda ocasión. Según se tiene noticia «los del burgo de San Cernin, con gran poder de gentes, salieron y quemaron la Población, y por cuanto sus habitantes se refugiaron en la iglesia de San Nicolás, los del burgo de San Cernin, como más poderosos, tomáronlos por fuerza, quemaron la iglesia y mataron mucha gente en ella, especialmente perecieron unas doncellas, de modo que daba gran compasión sentir tanto daño en tan delicadas y hermosas criaturas.» El prelado tarraconense exigió a los vecinos de San Cernin reparaciones en el plazo de un mes por los daños causados con el incendio de la iglesia de San Nicolás así como daños a la Navarrería.

### Intervención de Remiro valedor de la voluntad de su padre
Sin embargo, el obispo Remiro, como señor de Pamplona que era, adoptó una vía diferente sin indemnizaciones ni reparaciones e incluso prohibió a los vecinos de la Población (28 de julio de 1222) que las casas colindantes con el Burgo fueran de corta altura, de madera (nada de piedra), sin ventanas, saeteras, etc, prohibiendo expresamente construir fortaleza alguna contra el muro del Burgo ordenando que, si existiera, fuera demolida. Respecto a las murallas y torres exteriores, podían «fortificarlas y levantarlas cuanto quisieren.» Según afirma Goñi Gaztambide, seguía así Ramiro los deseos de su padre, Sancho el Fuerte, «amigo y favorecedor del Burgo.»
También debió ser por presión partena la cesión al monarca de los dominios episcopales sobre el castillo de San Esteban de Monjardín así como la villa y el castillo de Huarte con todos sus derecho y pertenencias. Esta cesión posteriormente, desaparecido el monarca, sería reclamada por sucesivos prelados pamploneses alegando no haber contado con el apoyo del cabildo de Pamplona.

### Gestión económica
A pesar de la supeditación al padre, Remiro supo afrontar las deudas heredadas de su predecesor, Juan de Tarazona, que arrastraban de pontificado en pontificado la gestión del obispado. Era su principal acreedor el abad del monasterio de Irache, saldando el 15 de agosto de 1222 la deuda al realizar el último pago. También liquidó los 20.000 sueldo de sanchetes que Sancho el Fuerte había prestado a Remiro de Navarra ante Frontín de Aldaba, prior de San Juan de Jerusalén en Navarra, actuando en nombre del monarca.

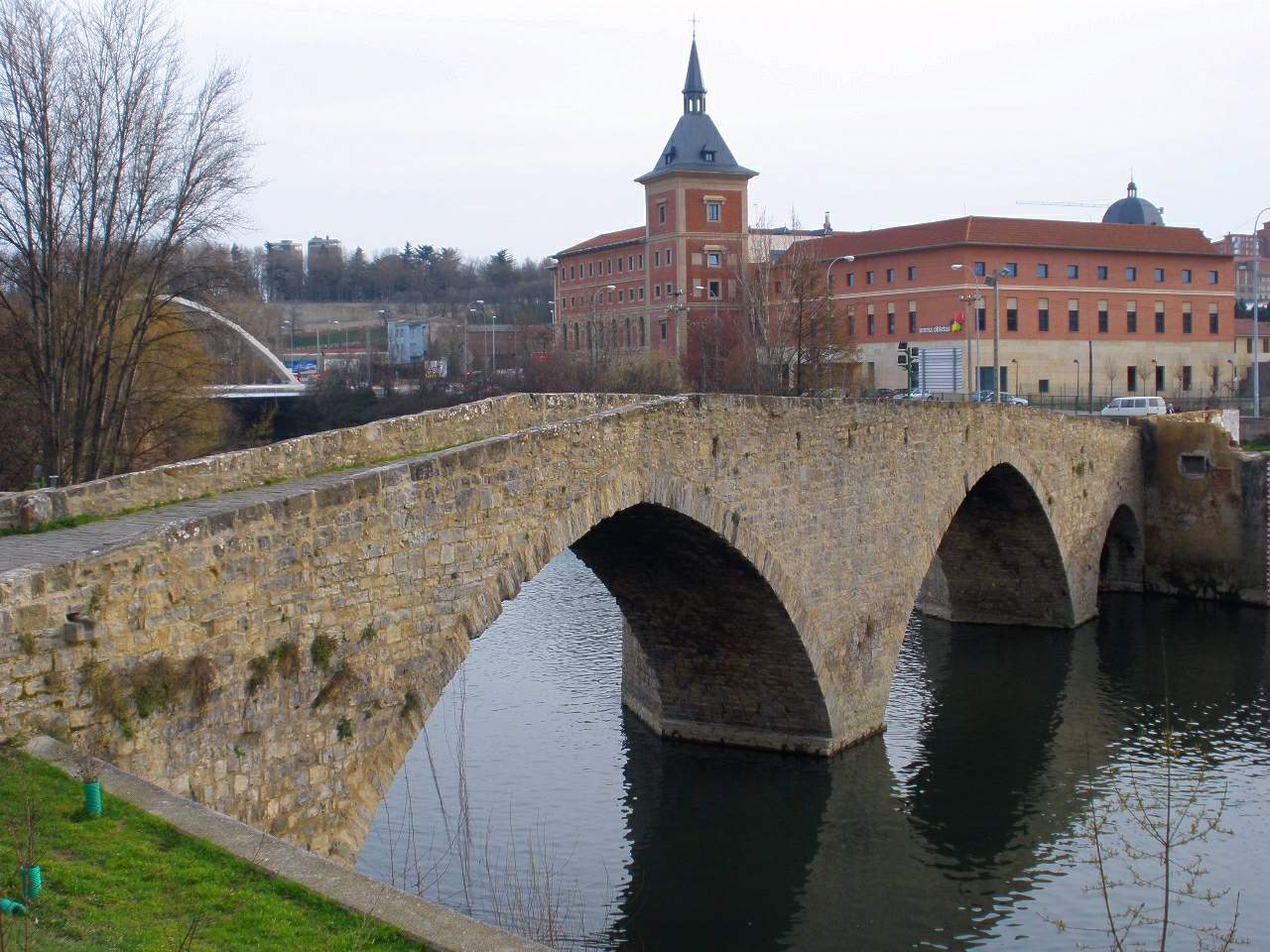
Puente de Santa Engracia (Pamplona) que recibió su nuevo nombre al localizarse junto al monasterio de las clarisas

### Fundación del monasterio de Santa Engracia
Fue el primer monasterio de las clarisas fundado fuera de Italia. El vecino de Pamplona, Elías David, el Mayor, movido "por auctoridad, atorgamiento, mandamiento del mi senyor Remiro, obispo de Pamplona" (1 de enero de 1227), donó su propiedad situada más allá del puente y el molino del Mazón (desde entonces conocidos como puente y molino de Santa Engracia) «para la construcción de un monasterio de la Orden de San Damián, en el que viviesen trece monjas profesas. Dejó a salvo los derechos parroquiales de la iglesia de Pamplona y exigió que sólo se enterrasen en él monjas y sirvientas del convento», quedando bajo el amparo del obispo. 

| Predecesor: Guillermo de Santonge | Obispo de Pamplona 1220-1228 | Sucesor: Pedro Ramírez de Pedrola |